# Sankcja (element normy prawnej)
Sankcja – element normy prawnej, który wyznacza negatywne konsekwencje, jakie mają spotkać tego, kto będąc adresatem danej normy w okolicznościach wymienionych w jej hipotezie nie postąpił tak, jak przewidywała jej dyspozycja zawierająca jakiś zakaz lub nakaz.